# Ayaviri (distrito de Yauyos)
O Distrito peruano de Ayaviri é um dos trinta e três distritos da Província de Yauyos, situada no Departamento de Lima, pertencente a Região de Lima, Peru.

## Transporte
O distrito de Ayaviri é servido pela seguinte rodovia:
- LM-125, que liga o distrito  de Huamparaà cidade de Alis [1][2][3]